# Вільякаррільйо
Вільякаррільйо (ісп. Villacarrillo) — муніципалітет в Іспанії, у складі автономної спільноти Андалусія, у провінції Хаен. Населення — 11 278 осіб (2010).
Муніципалітет розташований на відстані близько 260 км на південь від Мадрида, 70 км на північний схід від Хаена.
На території муніципалітету розташовані такі населені пункти: (дані про населення за 2010 рік)
- Агрупасьйон-де-Могон: 165 осіб
- Арротурас: 55 осіб
- Ла-Калеруела: 186 осіб
- Еррера-Пуенте-дель-Кондадо: 11 осіб
- Могон: 1005 осіб
- Сьєрра: 118 осіб
- Вільякаррільйо: 9738 осіб

## Демографія
Динаміка населення (INE ):

## Галерея зображень

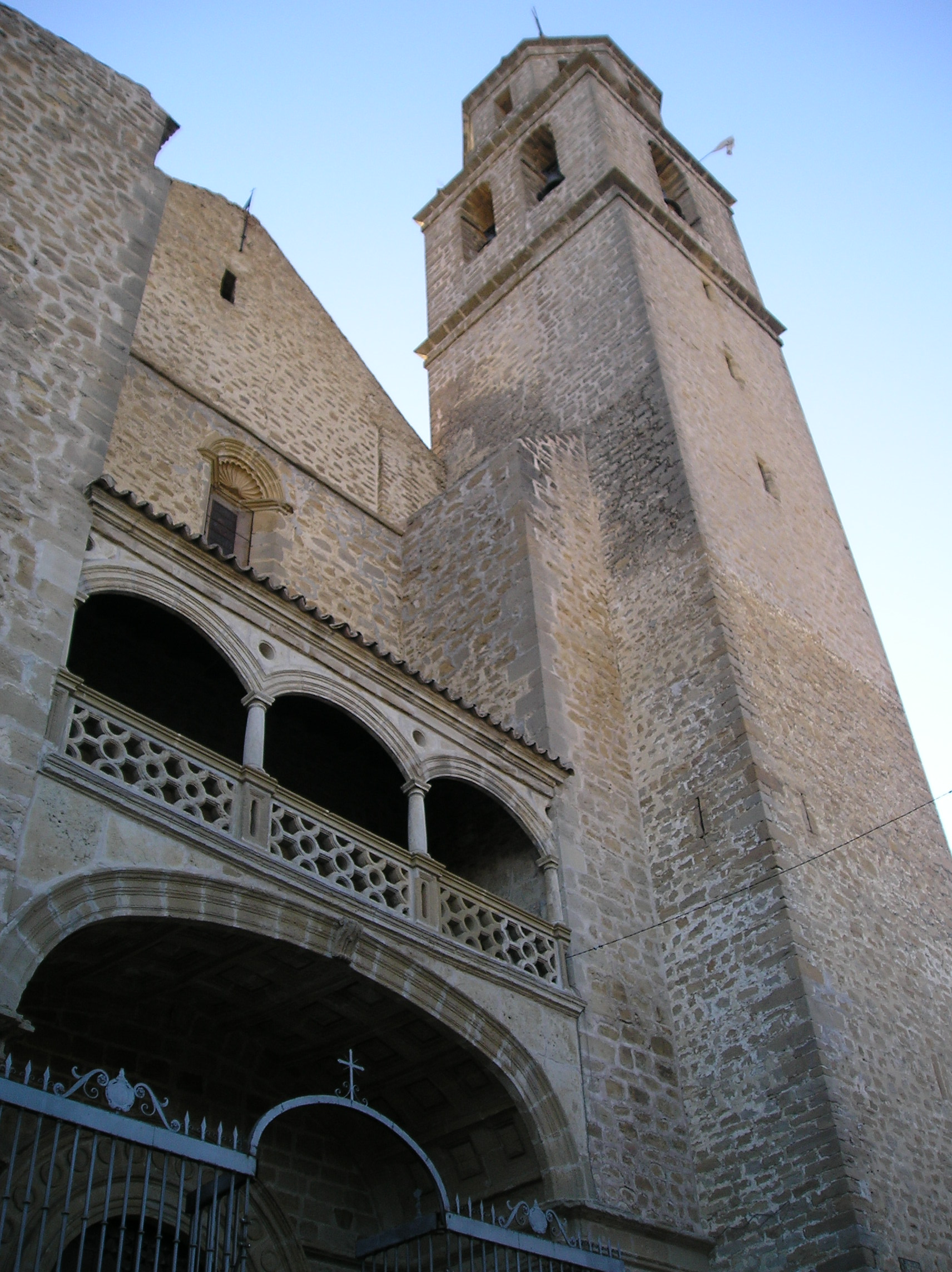
Церква Нуестра-Сеньйора-де-ла-Асунсьйон
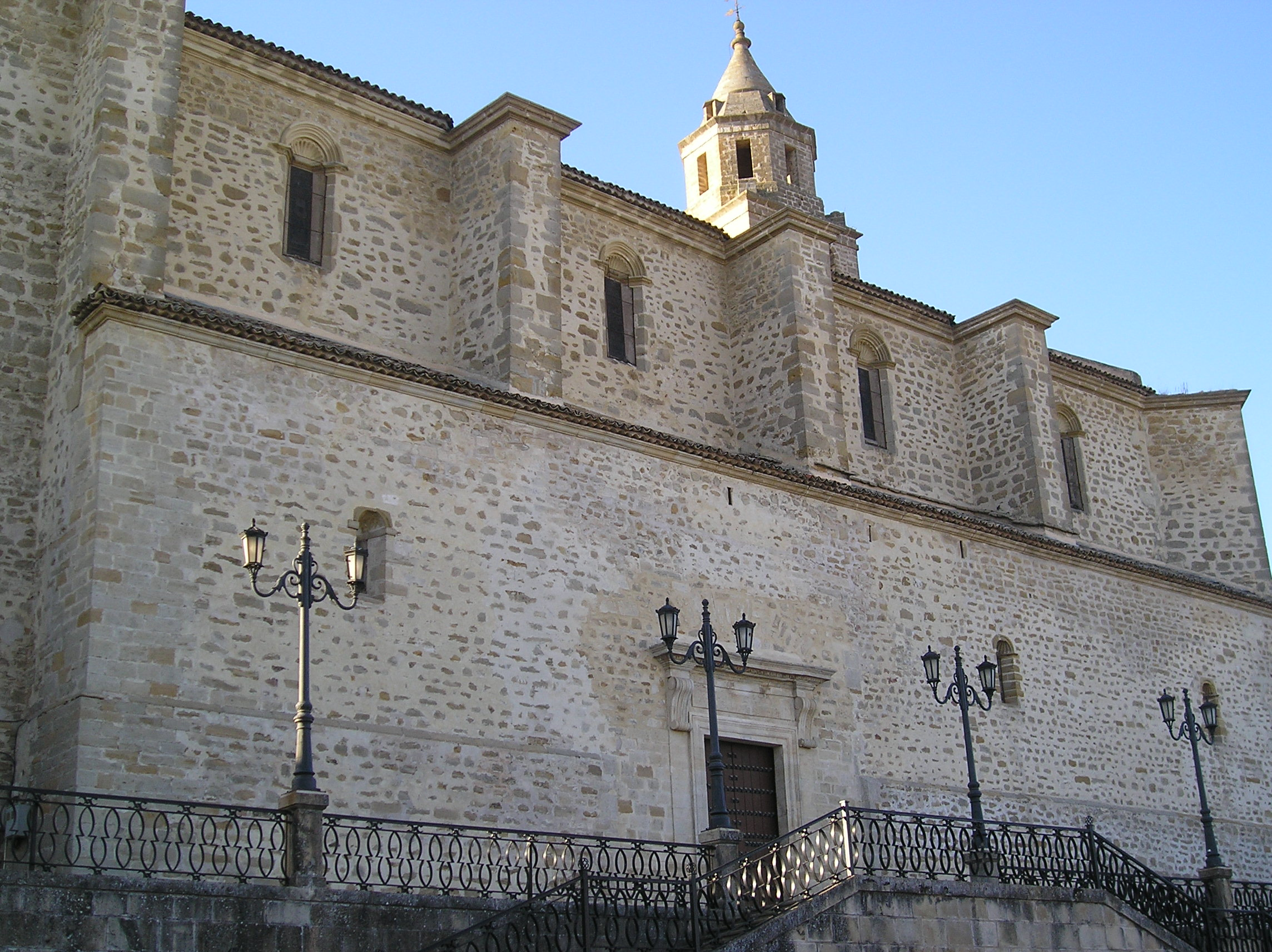
Церква Нуестра-Сеньйора-де-ла-Асунсьйон